# Akaki Tschatschua
Akaki Tschatschua (georgisch აკაკი ჩაჩუა; * 16. September 1969 in Samtredia, Sowjetunion) ist ein georgischer Ringer. Er gewann bei den Olympischen Spielen 2000 eine Bronzemedaille im griechisch-römischen Stil im Federgewicht.

## Werdegang
Akaki Tschatschua begann als Jugendlicher 1980 mit dem Ringen. Er konzentrierte sich dabei auf den griechisch-römischen Stil. Nach seinem Eintritt in die Streitkräfte wurde er Mitglied des Armee-Sportclubs Tiflis. Trainiert wurde er hauptsächlich von Otar Tatischwili und Rewas Gwendsadse. Bei einer Größe von 1,64 Metern rang er immer im Federgewicht.
Er war bereits 24 Jahre alt, als er seine erste internationale Meisterschaft bestritt, das war die Europameisterschaft 1993 in Istanbul. Er kam dort im Federgewicht auf den 6. Platz. Danach kam er erst wieder bei der Europameisterschaft 1997 in Kouvola/Finnland zum Einsatz. Er war dort in hervorragender Form. Zwar verlor er seinen ersten Kampf gegen Şeref Eroğlu, Türkei, aber danach sicherte er sich mit Siegen über Sevkat Karapinar, Deutschland, Ari Härkänen, Finnland, Alexander Schischko, Belarus, Michael Beilin, Israel und Jerzy Szeibinger, Polen, eine EM-Bronzemedaille. Er kam dann auch bei der Weltmeisterschaft 1997 in Wrocław zum Einsatz. Dort siegte er über Thierry Bastien, Frankreich und Michael Beilin, verlor gegen den Olympiasieger von 1996 Włodzimierz Zawadzki aus Polen, siegte über Bachodir Kurbanow aus Usbekistan und verlor gegen Mchitar Manukjan, Kasachstan. Mit diesen Ergebnissen kam er auf den 7. Platz.
Ähnliche Ergebnisse erzielte er auch bei der Europameisterschaft 1998 in Minsk, wo er auf den 7. Platz kam und bei der Weltmeisterschaft 1998 in Gaevle/Schweden. Bei beiden Meisterschaften wurde er von Nikolai Monow, Russland, besiegt und dadurch an noch besseren Platzierungen gehindert. Bei der Europameisterschaft 1999 in Sofia gelang Akaki Tschatschua dann der nächste Medaillengewinn. Er besiegte Warteres Samurgaschew, Russland, Robert Mazouch, Tschechien, Eduard Aplewitsch, Belarus und Christos Gikas, Griechenland und verlor erst im Endkampf gegen Wlodzimierz Zawadzki. Bei der Weltmeisterschaft dieses Jahres in Athen musste er dann eine Enttäuschung hinnehmen, denn er verlor dort seine Kämpfe gegen Bachodir Kurbanow und Leonhard Ionel Frincu, Rumänien  und landete abgeschlagen auf dem 28. Platz.
Im Jahre 2000 gelang es Akakai Tschatschua sich in mehreren Turnieren für die Olympischen Spiele in Sydney zu qualifizieren. In Sydney trat er dann in hervorragender Form an. Er siegte dort über Yi Shanjun, China, Vaghinak Galstjan, Armenien und Bachodir Kurbanow, dann verlor er gegen Warteres Samurgaschew, gegen den er im Vorjahr noch gewonnen hatte knapp nach Punkten (4:7) und sicherte sich schließlich mit einem Punktsieg über Beat Motzer, Schweiz, eine olympische Bronzemedaille.
Nach diesem Erfolg startete er, obwohl er bereits über 30 Jahre alt war, auch weiterhin bei vielen internationalen Meisterschaften. Er kam dabei aber nicht mehr in die Medaillenränge. Das beste Ergebnis, das er noch erzielte, war ein guter 5. Platz bei der Weltmeisterschaft in Moskau im Jahre 2002. Er besiegte bei dieser Meisterschaft Håkan Nyblom aus Dänemark, Lin Chien-Liang, Taiwan und Eusebiu Diaconu, Rumänien und schied dann nach einer Niederlage gegen Wlodzimierz Zawadzki aus. 2004 war er zum zweiten Mal bei Olympischen Spielen dabei. In Athen siegte er zunächst über Paolo Fucile, Italien und verlor dann gegen Nurlan Koischaiganow, Kasachstan, womit er auf den 9. Platz kam.
Nach den Olympischen Spielen 2004 beendete er seine internationale Ringerlaufbahn. Von 2006 bis 2010 rang er bei den deutschen Vereinen AV Sulgen und KSV Unterelchingen. Danach wurde er Trainer im georgischen Ringerverband.

## Internationale Erfolge
| Jahr | Platz  | Wettbewerb                            | Gewichtsklasse | Ergebnisse |
| 1993 | 6.     | EM in Istanbul                        | Feder          | Sieger: Sergei Martynow, Russland vor Jenő Bódi, Ungarn |
| 1997 | 3.     | EM in Kouvola/Finnland                | Feder          | nach einer Niederlage gegen Şeref Eroğlu und Siegen über Sevket Karapinar, Deutschland, Ari Härkänen, Finnland, Alexander Schischko, Belarus, Michael Beilin, Israel und Jerzy Szeibinger, Polen                           |
| 1997 | 7.     | WM in Wrocław                         | Feder          | nach Siegen über Thierry Bastien, Frankreich und Michael Beilin, einer Niederlage gegen Wlodzimierz Zawadzki, Polen, einem Sieg über Bachodir Kurbanow, Usbekistan und einer Niederlage gegen Mchitar Manukjan, Kasachstan |
| 1997 | 1.     | Vantaa Paini-Cup                      | Feder          | vor Matti Oivio und Ismo Kamesaki, beide Finnland |
| 1998 | 7.     | EM in Minsk                           | Feder          | nach einer Niederlage gegen Nikolai Monow, Russland, Siegen über Michael Beilin, Riccardo Magni, Italien und Beat Motzer, Schweiz und einer Niederlage gegen Luis Miguel Fontes Tavares da Cunha, Portugal                 |
| 1998 | 9.     | WM in Gaevle/Schweden                 | Feder          | nach einem Sieg über Yassine Djakrir, Algerien, einer Niederlage gegen Michael Beilin, Siegen über Robert Mazouch, Tschechien und Kevin Bracken, USA und einer Niederlage gegen Nikolai Monow                              |
| 1999 | 2.     | EM in Sofia                           | Feder          | nach Siegen über Warteres Samurgaschew, Russland, Robert Mazouch, Eduard Aplewitsch, Belarus und Christos Gikos, Griechenland und einer Niederlage gegen Wlodzimierz Zawadzki                                              |
| 1999 | 28.    | WM in Athen                           | Feder          | nach Niederlagen gegen Bachodir Kurbanow und Leonhard Ionel Frincu, Rumänien |
| 2000 | 4.     | Olympia-Qualif.-Turnier in Faenza     | Feder          | hinter Nikolai Monow, Beat Motzer und James Gruenwald, USA |
| 2000 | 2.     | Olympia-Qualif.-Turnier in Alexandria | Feder          | hinter Hamid Taherzadeh, Iran, vor Mahmoud Muhammed Saber, Ägypten |
| 2000 | Bronze | OS in Sydney                          | Feder          | nach Siegen über Yi Shanjun, China, Vaghinak Galstjan, Armenien und Bachodir Kurbanow, einer Niederlage gegen Warteres Samurgaschew und einem Sieg über Beat Motzer                                                        |
| 2001 | 13.    | EM in Istanbul                        | Feder          | Sieger: Şeref Eroğlu vor Temour Tehumow, Russland und Wlodzimierz Zawadzki |
| 2001 | 10.    | WM in Moskau                          | Feder          | nach Siegen über Juri Kohl, Deutschland und Eusebiu Diaconu, Rumänien und einer Niederlage gegen Kevin Bracken |
| 2002 | 5.     | WM in Moskau                          | Feder          | nach Siegen über Håkan Nyblom, Dänemark, Lin Chien.-Liang, Taiwan und Eusebiu Diaconu und einer Niederlage gegen Wlodzimierz Zawadzki                                                                                      |
| 2003 | 4.     | Welt-Cup in Alma-Ata                  | Feder          | hinter Nurlan Koischaiganow, Kasachstan, Bunyamin Emik, Türkei und Alexei Schewzow, Russland |
| 2004 | 9.     | OS in Athen                           | Feder          | nach einem Sieg über Paolo Fucile, Italien und einer Niederlage gegen Nurlan Koischaiganow |

## Erläuterungen
- alle Wettkämpfe im griechisch-römischen Stil
- OS = Olympische Spiele, WM = Weltmeisterschaft, EM = Europameisterschaft
- Federgewicht, bis 1996 bis 62 kg, von 1997 bis 2001 bis 63 kg, seit 2002 bis 60 kg Körpergewicht